# Peugeot Type 135
La Type 135 era un'autovettura di lusso prodotta tra il 1911 ed il 1913 dalla casa automobilistica francese Peugeot.

## Profilo
Questa vettura andava ad occupare quella fascia di lusso che stava immediatamente al di sotto della fascia delle super-ammiraglie di gran lusso, come lo era stata poco tempo prima la Type 105. Tanto per intenderci, se la Type 105 occupava una fascia che oggi è dominio di vetture come le Rolls-Royce, la Type 135 occupava la fascia immediatamente inferiore, che oggi è presidiata da vetture come la BMW Serie 7, la Maserati Quattroporte e la Jaguar XJ.

La Type 135 fu introdotta nel 1911. Disponibile anche nel livello di allestimento denominato Type 135 A, era un'elegante limousine caratterizzata dai grossi fari anteriori e dalla linea decisamente dinamica per l'epoca, fattori che conferivano anche una certa aggressività all'insieme.
Le dimensioni erano piuttosto ragguardevoli per l'epoca: i 4.5 m di lunghezza, uniti ai 3.33 m di interasse rendevano la Type 135 una vettura decisamente abitabile e confortevole. La Type 135 montava un motore a 4 cilindri da 5027 cm³ di cilindrata, in grado di spingere la vettura ad 85 km/h di velocità massima. La Type 135 fu prodotta fino al 1913 in 376 esemplari. Per vedere la vettura che avrebbe sostituito la Type 135 (battezzata Type 156), si sarebbero dovuti aspettare ben 7 anni.